# بارلاهیدا
بارلاهیدا (به مجاری: Barlahida) یک شهرداری در مجارستان است که در ناحیه لنتی واقع شده‌است. بارلاهیدا ۶٫۰۳ کیلومتر مربع مساحت و ۱۶۴ نفر جمعیت دارد.